# 北陸ガス
北陸ガス株式会社（ほくりくガス、英: HOKURIKU GAS CO., LTD.、登記上の商号: 北陸瓦斯株式会社）は、新潟県新潟市中央区に本社を置く日本のガス会社である。

## 概要
登記上の商号は「北陸瓦斯」であるが、広報などでの対外表記は片仮名の「北陸ガス」を使用している。本社所在地の新潟市などで都市ガスの製造・供給、ガス器具の販売、ガス工事などを手掛けている。新潟市中央区と長岡市と柏崎市に支社、三条市と長岡市の川口地区に事務所、北蒲原郡聖籠町の新潟港東港区（新潟東港）に工場を持つ。導管供給、小売販売ともに新潟県内のみでの展開である。
供給する都市ガスは天然ガス（ガス種13A）で、原料は新潟県内産と輸入の液化天然ガス（LNG）を混合して使用している。
なお新潟市西蒲区に本社を置き、同区と西区黒埼地区の一部、南区月潟地区、燕市吉田地区と分水地区、弥彦村へ都市ガスを供給し、出雲崎町で簡易ガスを供給している蒲原ガス（登記上の表記は「蒲原瓦斯」）は、当社の連結子会社である。

## 沿革
- 1913年（大正2年）6月2日 - 合同瓦斯株式会社（ごうどうガス）として新潟市に設立。
- 1917年（大正6年） - 商号を新潟瓦斯株式会社に改称。
- 1943年（昭和18年） - 新潟瓦斯株式会社、長岡瓦斯株式会社、三条瓦斯株式会社の3社が合併。
- 1944年（昭和19年） - 商号を現在の北陸瓦斯株式会社に改称。
- 1948年（昭和23年）6月2日 - 創業35周年にあたって、社内公募によるシンボルマークを制定（2013年春まで使用していた「HGマーク」）。
- 1947年（昭和27年） - ガス田の自社開発を始める。
- 1949年（昭和29年） - 新潟証券取引所に上場。
- 1964年（昭和39年） - 新潟地震により大きな被害を受ける。
- 1984年（昭和59年） - インドネシア産LNGを導入。
- 2000年（平成12年） - 新潟証券取引所の統合に伴い、東京証券取引所二部に上場。
- 2003年（平成15年） - 新潟市より旧西蒲原郡黒埼町（現在の新潟市西区）の公営ガス事業を譲り受ける。
- 2005年（平成17年） - 東港工場稼働、大形工場を廃止。
- 2009年（平成21年）10月1日 - 長岡市より越路、三島、与板および栃尾の各地区の公営ガス事業を譲り受ける[5]。
- 2013年（平成25年）4月1日 - 創業100周年にあたってCIを導入、現在のシンボルマーク、ロゴを制定。
- 2014年（平成26年）4月1日 - 長岡市より川口地区の公営ガス事業を譲り受ける[5]。
- 2018年（平成30年）4月1日 - 柏崎市より公営ガス事業を譲り受ける（供給区域に刈羽村を含む）[3][4][5][6][7]。
- 2020年（令和2年）4月1日 - 見附市より公営ガス事業を譲り受ける（供給区域に長岡市中之島地区を含む）[5][7][8]。
- 2021年（令和3年）9月27日 - JFEエンジニアリング、INPEX（旧国際石油開発帝石）と共同で妙高市のガス・水道事業の譲渡先となる「妙高グリーンエナジー」を設立[9][10][11]。
- 2022年（令和4年）4月1日 - 妙高市のガス・水道事業を妙高グリーンエナジーが譲受[9][10][11]。

## ガス供給区域
特記がないものはいずれも一部の区域となる。区域の詳細は、公式サイトの供給区域を参照。
- 新潟市
  - 中央区
  - 北区
  - 東区
  - 西区
  - 江南区
- 長岡市[5]
- 三条市
- 加茂市
- 見附市[5][7]
- 南蒲原郡田上町
- 柏崎市[3][4][5]
- 刈羽郡刈羽村（全域）[3][4]

## 支払方法
北陸ガスの窓口である支社・事務所の他、協力会社であるガスショップ、コンビニエンスストア等においては現金での支払が可能である。その他、口座振替とクレジットカードが可能だがそれぞれ手続が必要で、クレジットカードによる店頭支払いはできない。
スマートフォン決済で支払うことも可能であるが、検針票にバーコードが記載されているものに限られる。対応している決済サービスはLINE Pay、PayB、ファミペイ、楽天銀行コンビニ支払いサービスである。